# Iene miene mutte (film)
Iene miene mutte (Zweeds: Ole dole doff) is een Zweedse dramafilm uit 1968 onder regie van Jan Troell. De film is gebaseerd op de roman Ön sjunker (1957) van de Zweedse auteur Clas Engström. Troell won met deze film de Gouden Beer op het Filmfestival van Berlijn.

## Verhaal
Sören Mårtensson is een leraar in de Zweedse stad Malmö. Omdat hij in de klas zijn gezag niet kan doen gelden, zoekt hij heil in strenge tuchtmaatregelen. Hij wordt zich op die manier bewust van zijn mislukken als onderwijzer en verliest zo almaar meer autoriteit.

## Rolverdeling
| Acteur                | Personage         |
| --------------------- | ----------------- |
| Per Oscarsson         | Sören Mårtensson  |
| Ann-Marie Gyllenspetz | Anne-Marie        |
| Kerstin Tidelius      | Gunvor Mårtensson |
| Bengt Ekerot          | Eriksson          |
| Harriet Forssell      | Mevr. Berg        |
| Per Sjöstrand         | Schoolhoofd       |
| Georg Oddner          | Georg             |
| Catti Edfeldt         | Jane              |
| Bo Malmquist          | Bengt             |